# Mine de Gounkoto
La mine de Gounkoto est une mine d'or située au Mali dans la commune rurale de Kéniéba, région de Kayes. Elle est inaugurée en août 2012 et exploitée à l'origine par la compagnie Randgold Resources. la mine d'or est la propriété de la société minière, Société des Mines de Gounkoto SA, détenue à 80 % par Barrick et 20 % par l'Etat malien.

## Situation
Le permis d'exploitation d'une superficie de 100 km2 situé sur la commune rurale de Kéniéba dans le cercle de Kéniéba, s'étend à proximité de la rivière Falémé qui forme la frontière naturelle avec le Sénégal, à 24 km à l'ouest de Kéniéba et au sud-ouest de la localité de Kélouga sur la route nationale RN 24. 

## Histoire
L'inauguration officielle de la mine se déroule le 6 août 2012 en présence du ministre de l'Économie, Tiéna Coulibaly. En 2018, la mine passe sous le contrôle de la compagnie Barrick Gold à la suite de l'acquisition de Randgold.